# Список кавалеров ордена Святого Александра Невского эпохи Петра III
Список кавалеров ордена Святого Александра Невского эпохи Петра III:
1. 9 февраля 1762 — Карл Людвиг, герцог Гольштейн-Бекский[1].
2. 9 февраля 1762 — Глебов, Александр Иванович, генерал-кригскомиссар.
3. 9 февраля 1762 — Девиер, Пётр Антонович, граф, генерал-аншеф[1].
4. 9 февраля 1762 — Мейендорф, Рейнгольд Иоганн, барон, генерал-поручик.
5. 9 февраля 1762 — Люис, Виллим Фомич, адмирал.
6. 9 февраля 1762 — Оффенберг, Генрих Христиан, курляндский ланд-гофмейстер.
7. 9 февраля 1762 — Бецкой, Иван Иванович, генерал-майор[1].
8. 24 марта 1762 — Бирон, Эрнст Иоганн, герцог Курляндский[2].
9. 2 (9?) мая 1762 — Чарторыйский, Адам Казимир, князь, австрийской службы генерал-фельдмаршал[1].
10. 9 июня 1762 — Голицын, Александр Михайлович, князь, вице-канцлер[1].
11. 9 июня 1762 — Вадковский, Фёдор Иванович, генерал-поручик и лейб-гвардии Семёновского полка подполковник[1].
12. 9 июня 1762 — Шепелев, Амплий Степанович, генерал-поручик.
13. 9 июня 1762 — Бирон, Пётр Эрнст, курляндский наследный принц[1][3].
14. 9 июня 1762 — Бирон, Карл Эрнст, курляндский принц[1][3].
15. 9 июня 1762 — Миних, Иоганн Эрнст фон, граф[1].